# Tatuí (crustáceo)
Emerita brasiliensis (Schmitt, 1935), conhecida pelos nomes comuns de tatuí ou tatuíra,, é uma espécie de crustáceo decápode anomuro da família dos hipídeos que habita praias arenosas, fazendo escavações na areia. Dificilmente ultrapassam os quatro centímetros de comprimento, mas é possível o crescimento até sete centímetros, com carapaça castanho-amarelada. São encontrados na zona de arrebentação das praias do Brasil, onde vivem enterrados na areia, a pouca profundidade, apenas mantendo expostas as antenas, que são filtradoras de plâncton. Têm coloração branca. São usados na culinária. Sua presença é um indicador da qualidade ambiental de uma praia: praias com um certo grau de poluição ou de presença humana não costumam mais apresentar tatuís. 

## Etimologia
"Tatuí" veio do tupi tatu'i, "pequeno tatu". É uma referência a sua semelhança física com os tatus.